# Spiktjärnen (Edefors socken, Norrbotten, 732844-171774)
Spiktjärnen är en sjö i Bodens kommun i Norrbotten och ingår i Piteälvens huvudavrinningsområde.